# Khuổi Quãng
Khuổi Quãng là một con sông đổ ra Sông Gâm. Khuổi Quãng chảy qua các tỉnh Tuyên Quang, Bắc Kạn.
Sông có chiều dài 42 km và diện tích lưu vực là 359 km² .

## Chỉ dẫn
1. ↑  Thông tin sông này lập theo "Danh mục lưu vực sông liên tỉnh" tại Quyết định số 1989/QĐ-TTg ngày 01/11/2010. Không tìm thấy sông này trên các bản đồ và các văn liệu hiện có.